# Кампо Турес
Ка̀мпо Ту̀рес (на италиански: Campo Tures; на немски: Sand in Taufers, Занд ин Тауферс) е градче и община в Северна Италия, автономна провинция Южен Тирол, автономен регион Трентино-Южен Тирол. Разположено е на 864 m надморска височина. Населението на общината е 5267 души (към 2010 г.).

## Език
Официални общински езици са и италианският и немският. Най-голямата част от населението говори немски. В общината се говори и други романски език, ладинският.
| %     | Роден език      |
| 2,30  | Италиански език |
| 97,34 | Немски език     |
| 0,36  | Ладински език   |